# IC 1580
IC 1580 — галактика типу *2 (подвійна зірка) у сузір'ї Андромеда.
Цей об'єкт міститься в оригінальній редакції індексного каталогу.